# Dynamic togolais
 (juillet 2017).
Si vous disposez d'ouvrages ou d'articles de référence ou si vous connaissez des sites web de qualité traitant du thème abordé ici, merci de compléter l'article en donnant les références utiles à sa vérifiabilité et en les liant à la section « Notes et références ».
Pour les articles homonymes, voir Dynamic.
Maillots
Actualités
| \| Lomé \| Le club est basé à Lomé. |
| Lomé                                |

Le Dynamic Togolais est un club de football togolais basé à Lomé. Le club est également appelé Dyto Lomé ou Dyto.

## Palmarès
- Championnat du Togo (6)
  - Champion : 1970, 1971, 1997, 2001, 2004, 2012

- Coupe du Togo (3)
  - Vainqueur : 2001, 2002, 2005

- Coupe de l'Indépendance (3)
  - Vainqueur : 2013

- Coupe de l'UFOA (1)
  - Vainqueur : 2011